# John Grahame

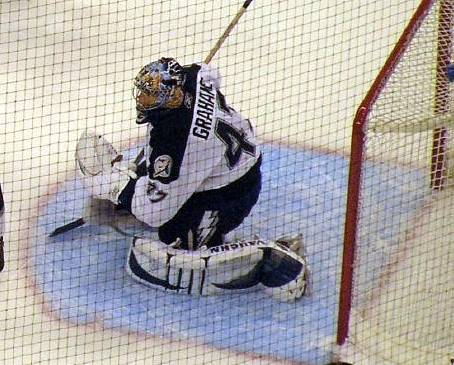
Grahame under en slutspelsmatch med Tampa Bay Lightning 2006.

John Grahame är en amerikansk professionell ishockeymålvakt, född den 31 augusti 1975 i Denver, Colorado. Han började sin NHL-karriär säsongen 1999-00 när han spelade 25 matcher för Boston Bruins. Efter ytterligare tre säsonger som backupmålvakt i Boston byttes han bort till Tampa Bay Lightning för ett fjärderundsval i draften 2003. I Tampa Bay blev han återigen andremålvakt, denna gång bakom Nikolai Khabibulin. När han fick chansen spelade han dock ofta utmärkt; under 46 matcher säsongerna 2002-03 och 2003-04 räddade han 91,5 % av skotten. Efter Stanley Cup-segern 2004 blev han också förstemålvakt, men var ojämn och fick offentlig kritik av tränaren John Tortorella. 2006 skrev han på för Carolina Hurricanes.